# Lewis Teague
Lewis Teague (ur. 8 marca 1938 w Nowym Jorku) – amerykański reżyser filmowy i telewizyjny.

## Filmografia

### Filmy fabularne
- 1974: Dirty O'Neil
- 1979: The Lady in Red
- 1980: Aligator (Alligator)
- 1982: Śmiertelna zemsta (Fighting Back)
- 1983: Cujo
- 1985: Oko kota (Cat's Eye)
- 1985: Klejnot Nilu (The Jewel of the Nile)
- 1989: Żółta gorączka (Collision Course)
- 1990: Komando FOKI (Navy SEALs)
- 1991: Obroża (Wedlock)

### Filmy TV
- 1989: Shannon's Deal
- 1992: T-Bone i Weasel (T Bone N Weasel)
- 1995: Saved by the Light
- 1997: The Dukes of Hazzard: Reunion!
- 2001: Perfidna intryga (Love and Treason)
- 2001: Trójkąt Bermudzki (The Triangle)

Teague reżyserował również gościnnie odcinki popularnych seriali telewizyjnych; m.in.: Spotkanie z Alfredem Hitchcockiem, W pułapce czasu, Łowcy przygód, Nash Bridges, Portret zabójcy.